# Anales de Antropología
Anales de Antropología es una revista de antropología contemporánea de la Universidad Nacional Autónoma de México establecida en 1964.

## Historia
Creada en 1964 por el Instituto de Investigaciones Antropológicas de la UNAM, se enfoca en antropología contemporánea, específicamente de México y las Américas.
Sus metas son:
1. Dar a conocer los resultados y los productos de las investigaciones de los académicos del Instituto, y de autores especializados en el campo de la antropología no adscritos al instituto.
2. Aprovechar la tecnología digital como un recurso para compartir el conocimiento en forma instantánea y con una audiencia en todo el mundo.
3. Incrementar la visibilidad y el impacto del trabajo de los autores de la revista, de tal manera que sea más fácil localizar los artículos para aumentar el número de lectores y de citas.

Entre las áreas de enfoque de esta revista están la antropología física, arqueología, etnología y lingüística.